# آنابل بالکنهول
آنابل بالکنهول (به آلمانی: Anabel Balkenhol) (زادهٔ ۸ آوریل ۱۹۷۲ میلادی در هیلدن، آلمان) یک سوارکار المپیکی زن رشتهٔ درساژ اهل کشور آلمان است.او به نمایندی از این کشور در بازی‌های المپیک تابستانی ۲۰۱۲ لندن شرکت کرد و در بخش انفرادی در ردهٔ ۱۹ام این رقابتها قرار گرفت. او همچنین در بازی‌های جهانی سوارکاری ۲۰۱۰ که در ایالت کنتاکی برگزار می‌شد شرکت کرد و به مدال برنز تیمی درساژ دست یافت و همین‌طور در ردهٔ هشتم جایزه بزرگ درساژ ویژه قرار گرفت. او دختر کلاوس بالکنهول سوارکار که دارای چندین مدال المپیک است می‌باشد.